# Gohlefanz
Gohlefanz ist ein Ortsteil der Gemeinde Clenze im niedersächsischen Landkreis Lüchow-Dannenberg. Das Dorf liegt nordwestlich vom Kernbereich von Clenze und südlich der B 493.

## Geschichte
Gohlefanz war ursprünglich eine Gemeinde im Kreis Lüchow und wurde 1929 in die Gemeinde Reddereitz eingegliedert, die ihrerseits am 1. Juli 1972 Teil der Gemeinde Clenze wurde.